# Гольфи

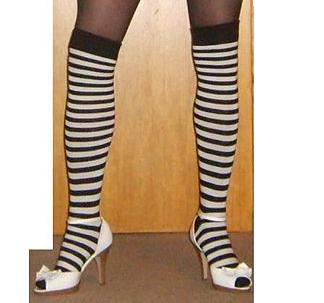
Гольфи з туфлями на каблуку

Го́льфи, підколі́нники — панчохи висотою до коліна. Можуть бути деталлю спортивного костюму, уніформи (шкільної, піонерської, скаутської, військової, морської), одягу для вільного часу та активного відпочинку. Носяться, як правило, з шортами, короткими спідницями чи короткими сукнями. Виготовляються, в основному, з бавовняної тканини, з синтетичних матеріалів тощо.
Попит на гольфи зріс на межі 60-70-х років 20-го століття у зв'язку з популярністю мініспідниць.